# 長崎県立大村工業高等学校
長崎県立大村工業高等学校（ながさきけんりつ おおむらこうぎょうこうとうがっこう、英: Nagasaki Prefectural Omura Technical High School）は、長崎県大村市森園町に所在する公立の工業高等学校。略称は「大工」（だいく）。

## 概要

### 設置課程・学科・学級数・定員
全日制課程
- 機械科（2学級 80名）
- 機械システム科（1学級 40名）
- 電気科（1学級 40名）
- 電子工学科（1学級 40名）
- 建築科（1学級 40名）
- 建設工業科（1学級 40名）
- 化学工学科（1学級 40名）

### 校訓
「技術者たる前に まず人間たれ」

### 校章
- 校章

開校と同時に1962年（昭和37年）に制定
背景に電子の3つの輪、中央に「工高」の文字（縦書きで、「高」は俗字体のはしご高）
- 略式ロゴマーク

校章の他に、2005年（平成17年）度に生徒・教職員への公募で決定した。
- 放虎紋、謹厳のエンブレム

創立50周年を記念してつくられた虎をモチーフにした紋章
虎を囲んだ７角形は７つの学科を表している

### 校歌
- 作詞 - 福田清人（児童文学作家）[2]
- 作曲 - 沖不可止（作曲家）[3]

### 同窓会
大村工業高等学校同窓会（本部） - 校舎敷地内に同窓会館がある。
- 関東支部
- 中京支部
- 関西支部
- 九州支部
- 長崎支部
- 県央支部
- 大村支部

## 沿革
昭和
- 1962年（昭和37年）
  - 4月1日 - 長崎県立大村工業高等学校（現校名）が開校。(設置課程・学科 - 全日制課程3学科（機械科・電気科・化学工学科）)
  - 10月30日 - 開校式を挙行（以降、10月30日を開校記念日とする）。
- 1963年（昭和38年）

4月1日 - 建設工業科を新設。合計4学科。
- 1985年（昭和60年）

4月1日 - 電子工学科を新設。合計5学科。
平成
- 1991年（平成3年）

3月28日 - 情報処理実習棟が完成。
- 1996年（平成8年）

4月1日 - 建築科を新設。合計6学科。
- 2000年（平成12年）
  - 2月3日 - 武道館が完成。
  - 9月27日 - 新管理棟が完成。
- 2002年（平成14年）
  - 1月18日 - 新実習棟が完成。
  - 11月8日 - 創立40周年記念式典を挙行。
- 2005年（平成17年）度

学校略式ロゴマークを生徒・教職員公募で決定。
- 2009年（平成21年）4月1日

機械システム科を新設。合計7学科。
- 2010年（平成22年）度

第一種電気工事士資格試験合格者数（61人）が高校日本一となる。
- 2012年 (平成24年)

11月3日 - 創立50周年記念式典挙行
- 2016年 (平成28年)

7月24日 - 野球部が第98回全国高等学校野球選手権長崎大会で初の決勝進出を果たすが、惜しくも長崎商業に0-1で惜敗。初の甲子園出場を逃す。

## 部活動
| 運動部 | 文化部 | 技術部                                                                                             |
| - 陸上部 - ソフトテニス部 - バレーボール部 - バスケットボール部 - 卓球部 - ラグビー部 - 柔道部 - 剣道部 - レスリング部 - 体操部 - 山岳部 - サッカー部 - 野球部 - 水泳部 - アーチェリー部 - ソフトボール部 - 全国屈指の強さで、獲得した全国タイトルは計13回（インターハイ3回（2019年は4校同時優勝）、選抜7回、国スポ3回）である。 - テニス（硬式）部 - バドミントン部 - 銃剣道同好会 | - 美術部 - 吹奏楽部 - 新聞部 - 放送同好会 - 読書同好会 - インターアクト同好会 - ロボット部（旧称：電気通信部） | - 機械専門部 - 機械システム専門部 - 電気専門部 - 電子専門部 - 建築専門部 - 建設専門部 - 化学専門部 |

## 著名な卒業生
- 市川健太（バレーボール選手）
- 大宅真樹（バレーボール選手）
- 木原恵一（ものまねタレント）
- 菅直哉（バレーボール選手）
- 園田裕史（大村市長）
- 築城智（バレーボール選手）
- 朝長孝介（元バレーボール選手）
- 成瀬正孝（俳優）
- 日高誠（元バレーボール選手）
- 丸山祥二（バレーボール選手）
- 水口大地（プロ野球選手）
- 役所広司（俳優）
- 山添信也（バレーボール選手）
- 山本おさむ（漫画家）

## その他
7つの学科をそれぞれアルファベット1文字で表すと次のようになる。
- M - 機械科
- S - 機械システム科
- E - 電気科
- D - 電子工学科
- A - 建築科
- K - 建設工業科
- C - 化学工学科